# Gebroeders Caudron

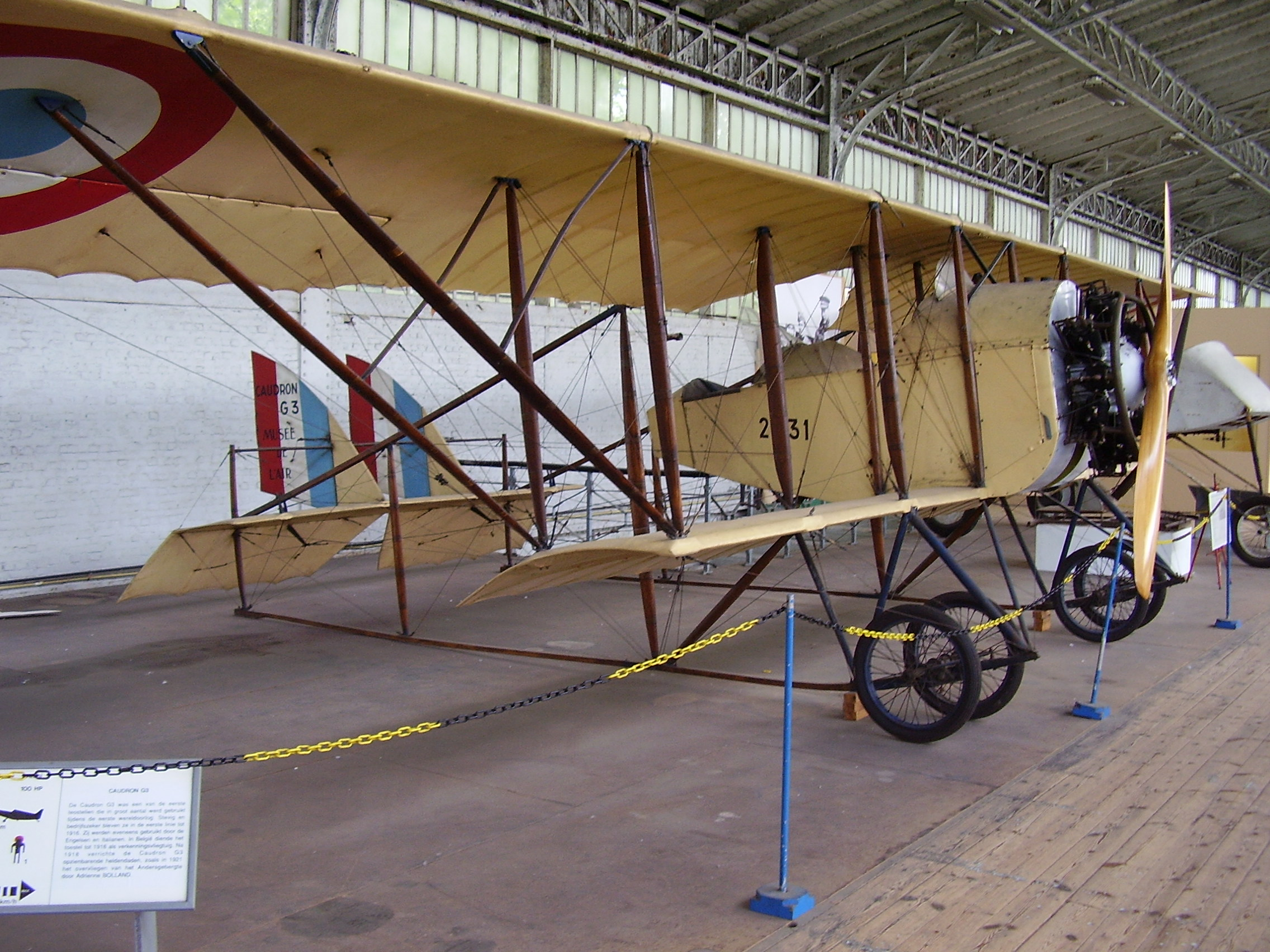
Een Caudron G3 verkenningsvliegtuig in het Koninklijk Museum van het Leger en de Krijgsgeschiedenis te Brussel

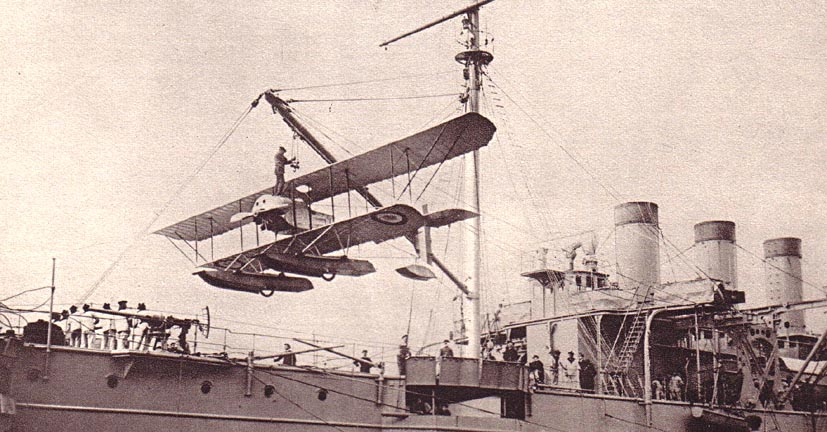
Een Caudron G.3 watervliegtuig wordt aan boord van het vliegdekschip La Foudre gehesen in 1914

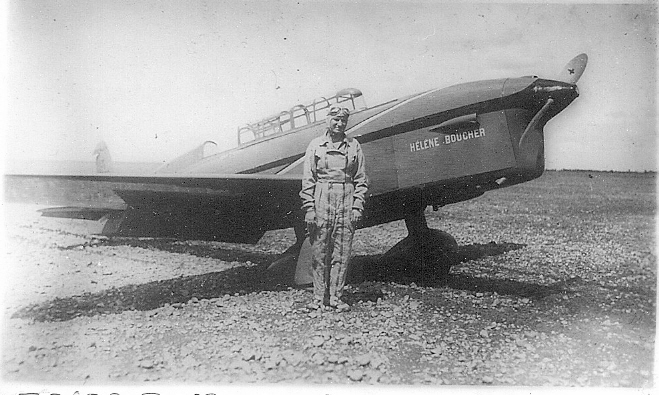
Hélène Boucher vóór haar Caudron Rafale

Gaston Caudron (eigenlijk Alphonse) (Favières, 18 januari 1882 - 10 december 1915) en René Caudron (Favières, 1 juli 1884 - 27 september 1959) waren Franse luchtvaartpioniers. Ze richtten de eerste vliegschool ter wereld op en bouwden het eerste watervliegtuig ter wereld.
De gebroeders Caudron waren landbouwers met een passie voor de luchtvaart die toen opgang maakte. In de lente van 1908 bouwden ze een zweefvliegtuig waarmee ze de eerste vluchten maakten op de velden van een boerderij (Ferme de Romiotte) op enkele kilometers afstand van Le Crotoy. Het toestel werd door een paard opgetrokken. Op die manier realiseerden ze zes vluchten over een afstand tussen 800 en 1200 m. René bestuurde het zweefvliegtuig.
Ze stichtten in 1909 de firma Aéroplanes Caudron Frères en vanaf 1910 de Société des avions Caudron, oorspronkelijk geïnstalleerd in Le Crotoy en later in Rue. Ze verwierven een bijzondere plaats in de luchtvaartgeschiedenis.
In 1910 richtten ze de eerste vliegschool ter wereld op waarbij ze toekomstige piloten aantrokken, en in augustus 1910 haalde René zijn vliegbrevet in Le Touquet. In maart 1911 kreeg Gaston het burgerlijk luchtvaartbrevet. In 1912 bouwden de gebroeders het eerste watervliegtuig ter wereld. In 1913 breidden ze de school uit met een afdeling voor de militaire luchtvaart. In 1913 begon Gaston de eerste pilotenschool in China, en hij was de eerste piloot die de Verboden Stad overvloog, ter gelegenheid van de levering van twaalf verkenningsvliegtuigen type Caudron G.3 (zie foto), besteld door de Chinezen.
De gebroeders Caudron ontwikkelden verschillende verkenningsvliegtuigen voor het Franse leger. Onder druk van de inval van de Duitse troepen in 1914 verplaatsten ze hun fabrieken naar Issy-les-Moulineaux en Lyon. Gaston Caudron kwam op 10 december 1915 aan boord van een Caudron R-4 op het vliegveld van Lyon-Bron om het leven.
In 1920 werd de Franse pilote Adrienne Bolland in dienst genomen als testpilote. Ze kwam in het wereldnieuws toen ze in 1921 met een Caudron G.3 over de Andes vloog.
In 1933 werden de fabrieken van Caudron, die in financiële moeilijkheden was geraakt, door de firma Renault opgekocht. Vanaf toen heette de firma Société anonyme des avions Caudron. De ontwerpers concentreerden zich nu op het bouwen van lichte vliegtuigen.
In 1933 was er een samenwerking met Marcel Berthet, fameus wielrenner en beroeps van 1907-1923, waarbij een aerodynamische stroomlijn om de racefiets werd gebouwd. Materialen waren vurenhout, aluminium en doek. Hiermee reed Marcel 49,992 km/h. Het record werd echter door de Internationale Wielerunie (UCI) niet erkend vanwege het afwijkende model fiets waarmee het was gevestigd.
Hélène Boucher, die verschillende wereldrecords vestigde met vliegtuigen van Caudron, stond ook onder contract bij Renault om promotie te maken voor een van haar automodellen, de Renault Viva Grand Sport. Ze verongelukte op 30 november 1934 te Guyancourt in een Caudron Rafale.